# Шіґа Коґен
Шіґа Коґен (яп. 志賀高原, шіґа-ко:ґен, «Плоскогір'я Шіґа») — японський гірськолижний курорт, що знаходиться на території національного парку Джьошін'єцу Коґен (національний парк) в префектурі Наґано, поряд з містечком Яманоуті.

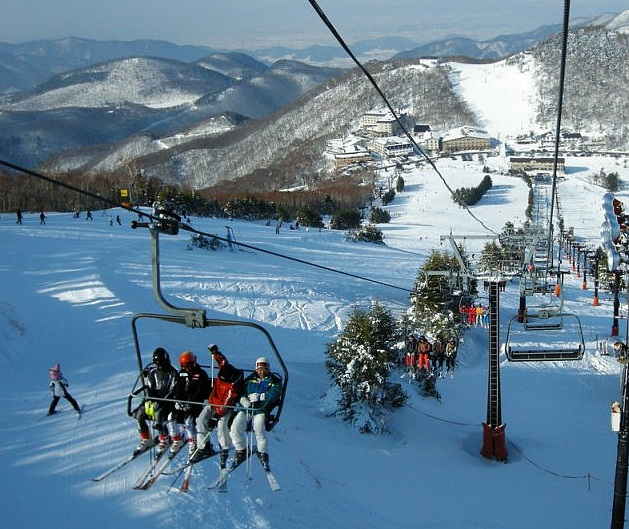
Підйомник на горі Такамаґахара

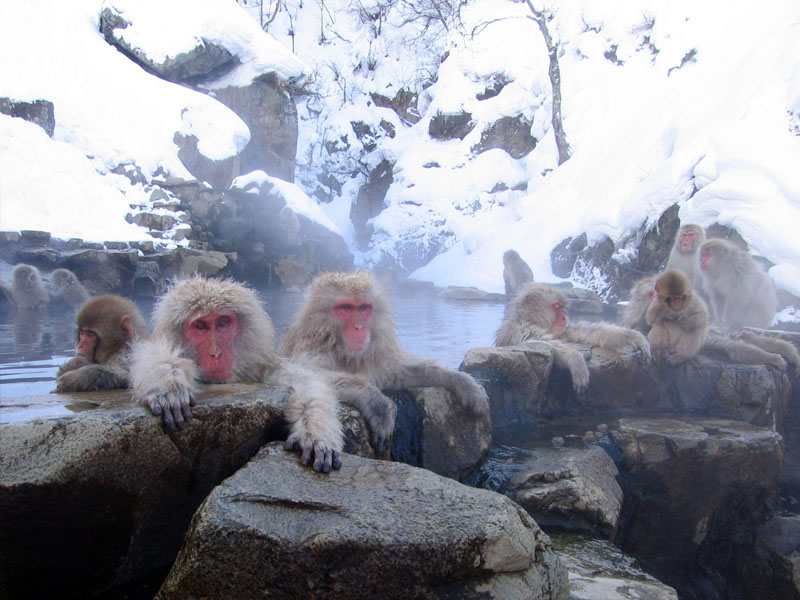
Макаки у гарячому джерелі

Під час Зимових Олімпійських ігор у 1998 році на цьому курорті проходили змагання з гірських лиж та сноубордингу. Курорт завдовжки більше 20 кілометрів, об'єднує 21 лижний парк, 71 підйомник, численні гірськолижні траси.
Лижний сезон починається в листопаді й закінчується на початку травня. Температура повітря в січні рідко спадає нижче −13 °C. Вітер та ожеледь бувають тут надзвичайно рідко.
Курорт об'єднує 21 незалежний лижний парк, між якими курсують рейсові автобуси. Більшість парків мають власні квитки на підйомник, але в кожній касі можна придбати електронний квиток, що дозволяє кататися на всіх парках, а також дає право безкоштовного проїзду на автобусі.
Шіґа Коґен — це кілька містечок, що складаються в основному з готелів та невеликої кількості магазинчиків і ресторанів. У деяких ресторанах та магазинах приймають кредитні картки. Єдиний на весь курорт банкомат знаходиться в поштовому відділенні Хасуіке, яке не працює по суботах та неділях.
У районі Шіґа Коґен знаходиться кілька геотермальних джерел, звідки гаряча вода часто використовується в лазнях.
Недалеко від курорту знаходиться  Парк диких мавп Джіґокудані. На невеликій території живе колонія японських макак, що більшу частину свого часу проводять у гарячих джерелах.